# Il canto sospeso
Il canto sospeso (El canto suspendido) es una cantata para cantantes solistas, coro y orquesta del compositor italiano Luigi Nono, escrita de 1955 a 1956. Es uno de los ejemplos más admirados de composición serialista de la década de 1950, pero también por la controversia sobre la relación de su contenido político y sus medios composicionales.

## Historia
El título Il canto sospeso puede ser literalmente traducido como "La Canción Suspendida", aunque la palabra sospeso también puede referirse a "flotante" o "interrumpido". El título está de hecho tomado de la edición italiana de un poema, "Si Morimos", de Ethel Rosenberg quien, junto con su marido Julius, fue juzgada y condenada en Estados Unidos por espionaje y de entregar secretos nucleares a la Unión Soviética. Su ejecución, el 19 de junio de 1953, causó indignación en Europa. La frase en el original inglés es "the song unsung" (“la canción no cantada”).
Nono escogió sus textos de una antología publicada en 1954 por Giulio Einaudi como Lettere di condannati un morte della Resistenza europea, una colección de cartas de despedida escritas por combatientes capturados de la resistencia europea a sus seres queridos poco antes de sus ejecuciones por los nazis. La partitura está dedicada "a tutti loro" (a todos ellos). Alex Ross señala que los textos que eligió Nono corresponden a cartas de “combatientes antifascistas que habían sido condenados a muerte”. Asimismo indica:

En la novena canción —que pone música a los textos «No tengo miedo a la muerte», «Estoy tranquilo y sereno a la espera del pelotón de ejecución. ¿Están igual de tranquilos quienes nos han condenado?» y «Me voy creyendo en una vida mejor para vosotros»—, las palabras se rompen en sílabas y se desperdigan en muchos trozos.

El estreno estuvo a cargo del director Hermann Scherchen en Colonia el 24 de octubre de 1956. Cuatro años más tarde fue interpretada en el veintitrés Festival de Música Contemporánea de la Bienal de Venecia bajo la dirección de Bruno Maderna. Esta interpretación en Venecia fue grabada para una transmisión radiofónica el 17 de septiembre de 1960 y en 1988, casi tres décadas más tarde, se convirtió en el primer lanzamiento comercial de una grabación de Il canto sospeso.
Cuatro años después de completar el trabajo, Nono incorporó el cuarto movimiento entero a su ópera Intolleranza 1960.

## Instrumentación
Il canto sospeso está realizada para soprano, alto, y voces de tenor, coro mixto, y una orquesta que consta de:
- 4 flautas
- 2 oboes
- 3 clarinetes
- 2 fagots
- 6 cornos
- 5 trompetas
- 4 trombones
- 3 timbales
- Percusión (5 tambores de caja, 5 platillos suspendidos, glockenspiel, 12 campanas, marimba, vibráfono y xilófono)
- 2 arpas
- celesta
- Primeros violines
- Segundos violines
- violas
- violonchelos
- contrabajos

## Análisis

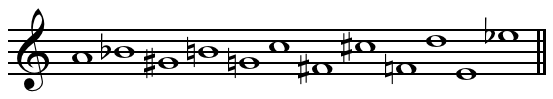
Todo-intervalo "wedge" la serie utilizada en Il canto sospeso

La obra está dividida en nueve movimientos con cambios de fuerza:
- I orquesta sola
- II coro solo
- III soprano, alto, y tenor solos con orquesta
- IV orquesta sola
- V tenor solo y orquesta
- VI coro y orquesta
- VII soprano solo y coro
- VIII orquesta sola
- IX coro y timbal

Los movimientos están agrupados e tres grandes segmentos de cuatro, tres y dos movimientos, marcados por pequeñas pausas entre cada grupo.
En su alternancia de los movimientos instrumental, coral y solistas, así como en algunos detalles internos, Il canto sospeso se parece a una cantata barroca o una misa. A pesar de que de ningún modo es una composición neoclásica, la ideología Darmstadt a la cual Nono estaba suscrito en el momento compartida con la estética neoclásica un compromiso con las ideas de pureza, orden, y objetividad. El mismo Nono se refería a su obra como una "cantata".
Para su material tonal Il canto sospeso emplea una fila de intervalos de los doce tonos a veces llamado serie 'cuña' debido a su presentación de todos los intervalos dentro de la octava en orden expansivo. Es una serie simétrica, cuyo retrógrado es idéntico a la forma primaria transpuesta por un tritono.

## Recepción
Il canto sospeso es considerado hoy como una obra maestra del serialismo, y es admirada por la variedad de ideas logradas con la técnica composicional del serialismo, mientras que al mismo tiempo el contenido expresivo de la obra es considerado como insuperable por los trabajos posteriores de Nono.
A pesar de que el estreno bajo la dirección de Hermann Scherchen en Colonia el 24 de octubre de 1956 fue un éxito, la referencia directa a los crímenes nazis debía ser controvertida en un momento en que tales cosas no se hablaban generalmente en Alemania. Herbert Eimert, quien reseñó el concierto (en el que apareció en compañía de las piezas orquestales op. 6 y op. 10 de Anton Webern y Friede auf Erden de Arnold Schoenberg), declaró que Il canto sospeso "probablemente dejó la impresión más significativa hasta la fecha de cualquier obra de concierto de la joven generación de compositores de hoy ... Esta única obra sería suficiente para legitimar el enigmático "legado de Webern" de una vez por todas".
La elección de los textos, sin embargo, provocó una prolongada disensión sobre la adecuación de los medios de composición de Nono a su contenido político, particularmente en el contexto de la obra de Theodor W. Adorno publicada en esa época, "Das Altern der neuen Musik", que asoció el serialismo integral con los regímenes totalitarios, y su famosa frase, “nach Auschwitz ein Gedicht zu schreiben, ist barbarisch” ("escribir poesía después de Auschwitz es un acto de barbarie"). Los lados en el debate fueron en gran parte a lo largo de líneas nacionales, entre Alemania Occidental e Italia. Heinz-Klaus Metzger atacó a Nono señalándolo como "un Pfitzner serialista" que explotó esos textos "para presentarlos en el próximo festival importante para el aplauso de una burguesía encantada" , mientras Massimo Mila defendió a Nono contra el ataque de Metzger.
En al menos un caso, la oposición a la composición de Nono fue más allá de las palabras. Un atentado terrorista en el Oktoberfest de Munich el 26 de septiembre de 1980 mató a 13 personas e hirió a más de 200 personas. Se cree que estuvo dirigido a la interpretación programada de Il canto sospeso, que fue cancelado como resultado. Se cree que el mensaje político de la obra, más que el uso del serialismo integral, fue lo que provocó el ataque.
Aunque la obra ha sido eclipsada por el debate político, varios aspectos de la composición han atraído a un flujo constante de analistas.

## Discografía
- La nuova musica: volume 1. Arnold Schoenberg: La vocazione di Mosè [Moses und Aron, act 1 scene 1]. Luigi Nono: Il canto sospeso. Bruno Maderna: Hyperion. Sinfonieorchester und Chor der Norddeutscher Rundfunk Hamburg, cond. Hans Rosbaud (Schoenberg, grabado en Hamburgo el 12 de marzo de 1954). Ilsa Hollweg, soprano; Eva Bornemann, alto; Friedrich Lenz, tenor; Coro y Orquesta de la WDR Cologne (Bernhard Zimmermann, director coral), dir. Bruno Maderna (Nono, grabado en Venecia el 17 de septiembre de 1960). Severino Gazzelloni, flauta; Dorothy Dorow, soprano; Choro ed Orchestra della Radio Audizioni Italia di Roma, dir. Bruno Maderna (Maderna, grabado en Roma el 8 de enero de 1966). Grabación en CD. Stradivarius STR 10008. [N.p.]: FSM, 1988.
- Luigi Nono: Il canto sospeso. Gustav Mahler: Kindertotenlieder; Rückert-Lieder [No. 3 only]. Barbara Bonney, soprano; Susanne Otto, alto; Marek Torzewski, tenor; Susanne Lothar y Bruno Ganz, narradores; Rundfunkchor Berlin (Dietrich Knothe, director coral) (Nono). Marjana Lipovsek, mezzo-soprano (Mahler). Orquesta Filarmónica de Berlín, dir. Claudio Abbado. Grabado en la Philharmonie, Berlín, 9–11 de diciembre de 1992 (Nono) y el 3 y 4 de septiembre de 1992 (Mahler). Grabación en CD. Sony Classical SK 53360. Austria: Sony Classical, 1993.
- Luigi Nono, Il canto sospeso. CD 9 de Anthology of the Royal Concertgebouw Orchestra Volume 3: Live, the Radio Recordings1960–1970. Ilse Hollweg, soprano; Sophia van Sante, mezzo-soprano; Friedrich Lenz, tenor; miembros de la Radio Netherlands Choir; Royal Concertgebouw Orchestra, cond. Pierre Boulez. 14-CD set. Radio Netherlands Music RCO 05001. Hilversum: Radio Netherlands Music, 2002.